# Marie von Ebner-Eschenbach

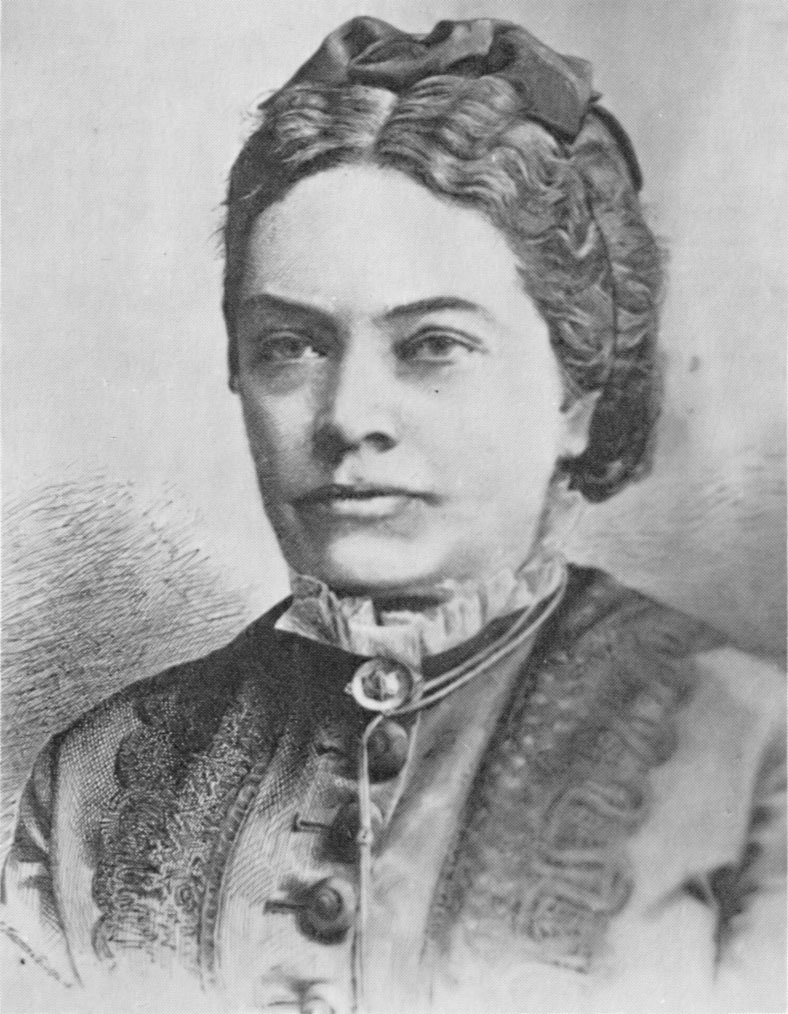
Ebner-Eschenbach op jonge leeftijd.

Marie Freifrau von Ebner-Eschenbach, geboren Freiin Dubský (Troubky-Zdislavice, Moravië, 13 september 1830 - Wenen, 12 maart 1916), was een Oostenrijks schrijfster, vooral bekend om haar psychologisch getinte romans en vertellingen.

## Leven en werk
Ebner-Eschenbach was de dochter van Franz Baron Dubský, vanaf 1843 graaf Dubský, en zijn tweede vrouw baronesse Marie von Vockel, die kort na haar geboorte stierf. Ze groeide afwisselend op in Wenen en op het familieslot Zdislawitz in haar geboortedorp, waar ze als kind veel las en zich ontwikkelde in haar vaders bibliotheek. Van een gouvernante leerde ze meerdere talen spreken. In 1848 huwde ze de natuurkundige Moritz von Ebner-Eschenbach, die haar stimuleerde om te gaan schrijven.
Na eerste pogingen op het gebied van de lyriek en drama, wijdde ze zich geheel aan de verhalende literatuur. Ze schreef vooral romans en verhalen waarin sociale conflicten aan de orde komen, die ze in een conservatief-patriarchale zin probeert op te lossen. Karakteristiek voor haar werk is de roman Božena (1876), die handelt over de tegenstelling tussen stad en land, rijke burgerij en verarmde adel. Haar sympathie gaat uit naar de adel. Snel rijk geworden handelaren en fabrikanten worden door haar als hebzuchtig, harteloos en eerzuchtig uitgebeeld. 
Van haar vertellingen is Krambambuli het meest bekend, dat meermaals verfilmd werd. Tegenwoordig worden met name ook haar memoires, Kinderjahre (1906), literair goed gewaardeerd. Ook schreef ze bundels met aforismen.
Ebner-Eschenbach was een fervent verzamelaarster van bijzondere horloges. Haar collectie bevindt zich thans in het klokkenmuseum in Wenen. Ze werd onderscheiden met het Keizerlijk-Koninklijk Oostenrijks-Hongaars Ereteken voor Kunst en Wetenschap. In 1916 overleed ze te Wenen, 85 jaar oud. Haar lichaam werd bijgezet in een familie-mausoleum bij het familieslot in Troubky-Zdislavice.

## Bibliografie

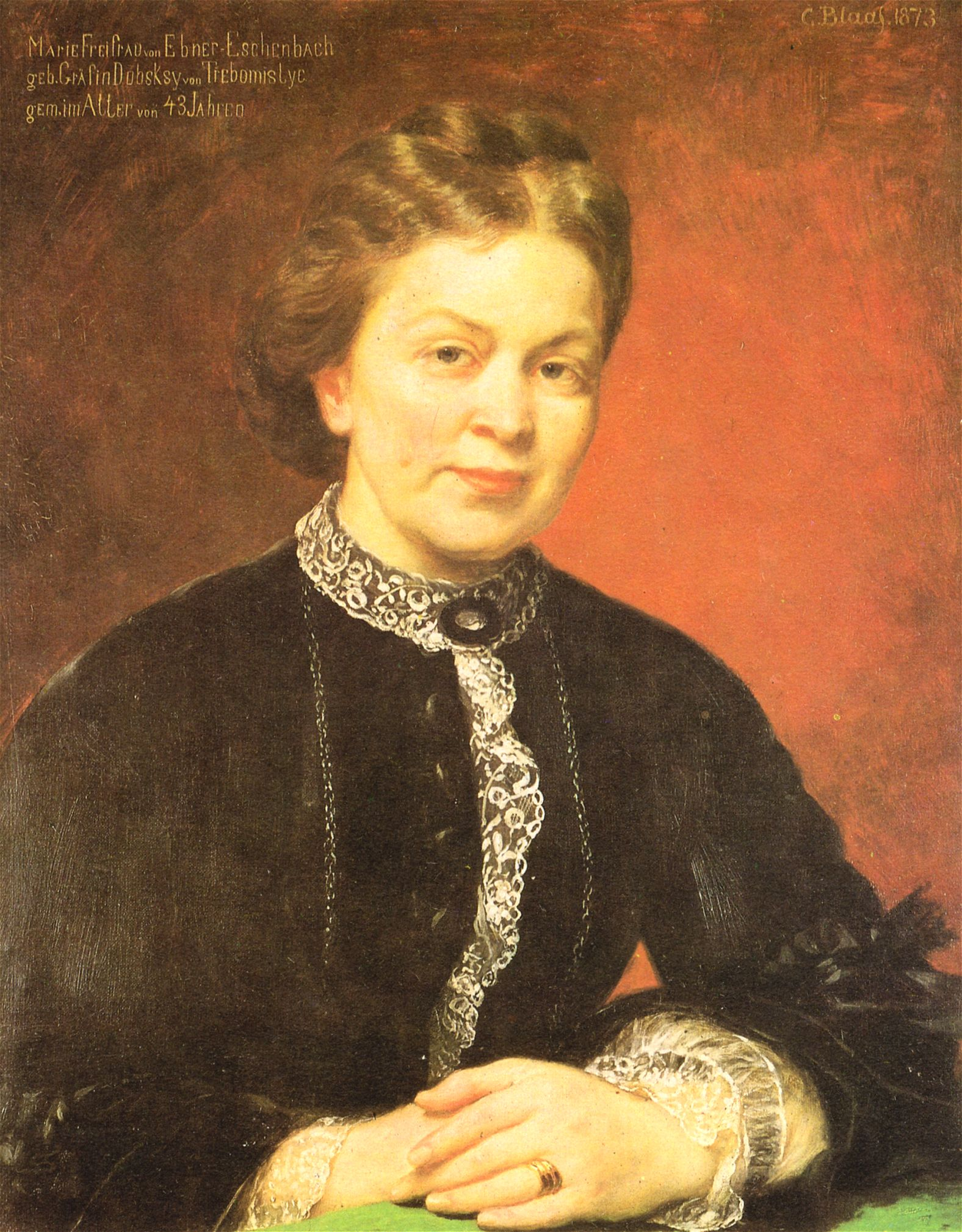
Marie von Ebner-Eschenbach, portret door Karl von Blaas, 1873